# Ермишенки
Ерми́шенки — деревня в Торопецком районе Тверской области. Входит в состав Плоскошского сельского поселения.

## География
Деревня расположена в 3 км (по автодороге — 4.5 км) к северу от посёлка Плоскошь. Находится на северном берегу реки Канашевка (приток Серёжи).

## Этимология
Происхождение названия неясно. Предположительно, слово Ермишенки происходит от фамилий Ермишенко и Ермишенков.

## История
Деревня впервые упоминается на трёхвёрстной топографической карте Шуберта 1871 года. Там она носит название Ермишино.
За время Великой Отечественной войны число погибших жителей деревни составило 19 человек.
В 1945 году в Ермишенках имелось 48 хозяйств и проживало 73 человека. 

## Население
| 2010 |
| ---- |
| 64   |